# Mahir Guven
Mahir Guven (Nantes, 1986) is een Franse schrijver. In 2018 ontving hij de Prix Goncourt du premier roman voor zijn werk Grand frère (Nederlandse vertaling: Broer).

## Levensloop
Mahir Guven werd als stateloze geboren in Nantes. Hij heeft een Turkse moeder en een Turks-Koerdische vader die als vluchtelingen naar Frankrijk waren gekomen. Op tienjarige leeftijd kreeg Mahir de Franse nationaliteit.
Hij groeide op bij zijn grootmoeder in Saint-Sébastien-sur-Loire, een voorstad van Nantes.
Hij studeerde aan de Université d’Angers, Faculteit Rechten, economie en management en vervolgde zijn studies in Parijs aan de Sorbonne en aan Université Paris-Sud 11.
Vanaf zijn veertiende jaar tot aan het einde van zijn studies had hij allerlei baantjes om zijn opleiding te bekostigen: Bloemenplukker, schoonmaker, boekhouder, onderwijzer, verzekeringsadviseur en verkoper bij de Fnac.
Van 2010 tot 2014 werkte hij als auditor en consultant bij een groot financieel adviesbureau. In januari 2014 ging hij werken bij het weekblad Le 1. In september 2016 werd hij benoemd tot uitvoerend directeur, belast met de ontwikkeling, verspreiding en financiën van het blad. In april 2018 verliet hij Le 1 om zich te wijden aan persoonlijke projecten.
In 2013 nam Guven deel aan de Tour de Fête, opgezet door de journalist Eric Fottorino en georganiseerd ter gelegenheid van de 100e Tour de France. Alle etappes van de officiële ronde worden gefietst door amateurs, steeds een dag voordat de officiële etappe door de profs wordt verreden.

## Grand frère (Broer)
Broer is de eerste roman van Mahir Given. De roman gaat over twee volwassen broers die zijn opgegroeid in een Parijse banlieue en hun Syrisch-Koerdische vader. De oudste broer werkt als taxichauffeur voor Uber. De jongere broer is verpleger. Hij voelt zich gediscrimineerd en buitengesloten en besluit om naar Syrië te gaan om als verpleegkundige te gaan werken voor een islamitische humanitaire organisatie die gelieerd is aan een terroristische organisatie. 
Ook de oudste broer wil ontsnappen uit zijn moeizame bestaan als Uber-chauffeur. Hij wil beter integreren in de Franse samenleving, maar verder dan een joint en filosoferen over de mogelijkheden komt hij niet.
Op een dag staat zijn jongere broer weer voor de deur en de oudere broer weet niet wat hij daarvan moet vinden. Heeft zijn broer spijt van zijn bijdrage aan de jihad of is hij teruggekomen om een aanslag te plegen? Hier begint de plot van het verhaal dat de lezer in spanning laat tot het laatste hoofdstuk.
Broer is een indringende roman over de voedingsbodem voor radicalisering. Mahir schrijft over de lage inkomsten en de lange dagen van de Uber-chauffeur, gekmakend alleen in de auto, wachtend op een volgende rit. En met het uitzicht op een wereld die hij niet kan bereiken. Dan wisselt het perspectief weer naar de jongere broer. De rekrutering, de gevechten, het gewelddadige, onberekenbare optreden van commandanten en de onmogelijkheid om terug te keren naar huis. 
Het is een aangrijpende verhaal over een Frans-Syrische familie, waarvan de vader en zijn twee zonen proberen hun plaats te vinden in een samenleving die hen niet veel kansen biedt.

Het debuut van Mahir Guven is in veertien talen vertaald. Guven gebruikt veel straattaal in zijn boek en hij geeft de vertalers van zijn boek de vrijheid om plaatselijke authentieke straattaal te introduceren in een vertaling.

## Werk
- 2017 Grand frère. Éditions Philippe Rey, Paris, 2017, 271 p. Nederlandse vertaling: Broer. Vertaald door Carolien Steenbergen. Uitgeverij Ambo|Anthos, Amsterdam, 2019. 256 p. ISBN 9789026346316